# ليكس سكوت ديفيس
ليكس سكوت ديفيس (بالإنجليزية: Lex Scott Davis)‏ هي ممثلة أمريكية، ولدت في 21 فبراير 1991 ببالتيمور في الولايات المتحدة.

## أعمال

### أفلام
- التطهير الأول (2018)
- ريكي ستانيكي (2024)

## وصلات خارجية
- ليكس سكوت ديفيس على موقع IMDb (الإنجليزية)
- ليكس سكوت ديفيس على موقع قاعدة بيانات الفيلم (الإنجليزية)